# Transsiberian
Transsiberian är en amerikansk-brittisk-tysk-spansk-litauisk drama-thriller från 2008 i regi av Brad Anderson med Woody Harrelson, Emily Mortimer, Kate Mara och Eduardo Noriega i huvudrollerna. Filmen hade svensk DVD-premiär den 29 december 2008.

## Handling
Det äkta paret Roy och Jessie Nusser befinner sig i Peking när de bestämmer sig för att åka den transsibiriska järnvägen från Peking till Moskva på sin väg hem till USA igen. På tåget träffar de ett annat par från väst, Abby och Carlos, som de snabbt blir vänner med och bestämmer sig för att slå följe med under resten av resan. Under ett stopp i Irkutsk går Roy och Carlos iväg för att titta på de gamla tågen som står en bit bort från deras tåg. Men när tågresan sen fortsätter upptäcker Jessie att Roy inte är ombord på tåget och frågar Carlos om de inte var tillsammans, men Carlos svarar bara att Roy tittade på tågen medan han själv gick för att handla lite. När tåget kommer till nästa station i Iljanskaja hoppar Jessie, Abby och Carlos av och checkar in på ett hotell där de kontaktar polisen i Irkutsk, men de har inte sett till Roy. Medan Jessie oroar sig för vad som har hänt med Roy föreslår Carlos att hon ska följa med honom ut på en liten utflykt, och väldigt tveksamt följer till sist Jessie med Carlos ut på landsbygden.

## Om filmen
- Filmen är inspelad i Kina, Ryssland samt Lithuanian Film Studios i Vilnius, Litauen och började att spelas in i Vilnius i december 2006.
- Regissören Brad Anderson har delvis inspirerats att skriva filmmanuset från sin egen ungdom då han åkte transsibiriska järnvägen.

## Rollista (urval)
- Woody Harrelson - Roy Nusser
- Emily Mortimer - Jessie Nusser
- Ben Kingsley - Ilja Grinko
- Kate Mara - Abby Brunelle
- Eduardo Noriega - Carlos Ximénez
- Thomas Kretschmann - Kolzak Jutjenkov